# 151997 Баугінія
151997 Баугі́нія (151997 Bauhinia) — астероїд головного поясу, відкритий 11 травня 2004 року.
Тіссеранів параметр щодо Юпітера — 3,568.